# Жапаров, Бейше Жапарович
Бейше Жапарович Жапаров (Бейше Джапарович Джапаров) (кирг. Жапаров Бейше Жапарович; 11 мая 1929, Чырак,Киргизская АССР — 4 августа 2002, Кыргызстан) — партийный и государственный деятель Кыргызстана. Депутат Верховного Совета Киргизской ССР 12-го созыва от Улакольского избирательного округа № 192 Тонского района Иссык-Кульской области.

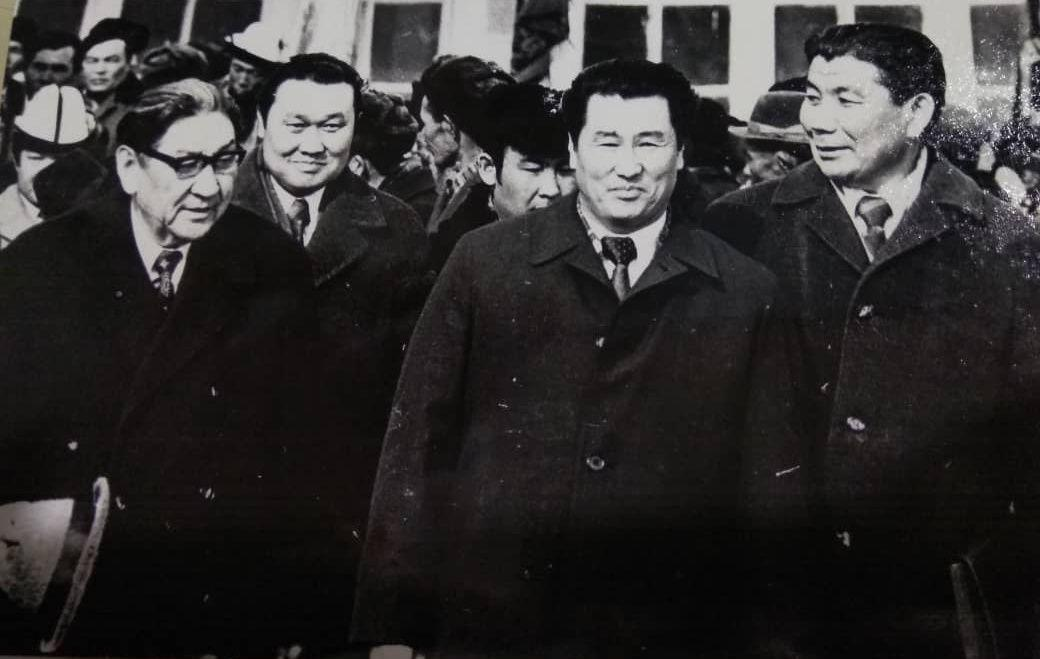
Бейше Жапарович с Арстанбеком Дуйшеевичем

## Биография
Бейше Джапаров родился 11 мая 1929 года в селе Чырак (ныне — Джеты-Огузского района Иссык-Кульской области).
С 1949 года после окончания Пржевальского пединститута работал завучем, директором средней школы Советского района Ошской области.
С 1952 года заведующий Советским райотделом народного образования, заместитель председателя, затем председатель исполнительного комитета Советского райсовета народных депутатов.
С 1963 года — председатель исполнительного комитета Узгенского райисполкома, первый секретарь Узгенского райкома партии.
С 1975 по 1990 год первый секретарь Тонского райкома партии.
В 1988 году избирался делегатом 19-й конференции КПСС.
С 1990 года — депутат Верховного Совета Киргизской ССР 12-го созыва. Входил в состав комиссии по депутатской этике.
В 1990 году вышел на пенсию в статусе пенсионера союзного значения. Работал консультантом Дома политпросвещения Иссык-Кульского обкома партии, редактором «Книги памяти», посвящённой землякам погибшим в годы Великой Отечественной войны.
С 1998 года председатель областного совета ветеранов.
С 1999 года — член Иссык-Кульской областной избирательной комиссии.
Умер 4 августа 2002 года.
Награждён двумя орденами Трудового Красного Знамени, орденом «Знак Почёта», тремя медалями, почётными грамотами Кыргызской Республики, в 1997 году удостоен медали «Данк» суверенного Кыргызстана.

## Память
- Именем Бейше Жапарова названы улицы в селе Чырак[10] и в городе Каракол и Узгенском районе Ошской области.
- Киргизский писатель Асек Казиев издал книгу «Знаменитый Бейше Жапаров»[11]